# (12340) Stalle
(12340) Stalle (1992 YJ2) – planetoida z pasa głównego asteroid okrążająca Słońce w ciągu 3,7 lat w średniej odległości 2,39 j.a. Odkryta 18 grudnia 1992 roku.